# Army
Pour les articles homonymes, voir Army (homonymie).
Pour plus de détails, voir Fiche technique et Distribution.
Army est un film indien réalisé par Raam Shetty, sorti en 1996.

## Synopsis
Greeta est avocate. Elle est mariée au Major Arjun Singh un homme reconnu pour sa bravoure. Arjun aime plaisanter sur sa mort, ce qui n’est pas du goût de Greeta. Or un jour le malheur frappe : alors qu’il tente de délivrer sa sœur, Arjun est assassiné par des extrémistes dirigés par Nagraj. Greeta veut obtenir justice pour ce meurtre. Comme l’utilisation de la voie légale ne le lui permet pas, elle décide de faire justice elle-même. Pour ça elle recrute dans une prison cinq hommes tous condamnés à mort qu’elle fait évader. Ils constitueront son armée et mèneront avec elle son combat pour la justice.

## Fiche technique
- Titre : Army
- Réalisation : Raam Shetty
- Scénario : Sanjeev Duggal
- Dialogues : Anees Bazmee
- Musique : Anand-Milind
- Photographie : Rajiv Jain et S. Kumar
- Montage : A. Muthu
- Production : Mukul Anand, Sunil Manchanda et Nitin Manmohan
- Société de production : Neha-Mad Combines
- Pays :  Inde
- Genre : Action et drame
- Durée : 153 minutes
- Dates de sortie : 
  -  Inde : 28 juin 1996

## Distribution
- Sridevi : Geeta
- Shahrukh Khan : Arjun
- Harish : Kishan
- Mohnish Behl : Kabir
- Sudesh Berry : Khan
- Ronit Roy : Gavin
- Ravi Kishan : Kartar
- Aashif Sheikh : Rahul
- Tinnu Anand : Pancham
- Ashok Saraf : Pascal
- Kanchan : Bobby